# エンリケ・スカラブローニ
エンリケ・スカラブローニ （Enrique Scalabroni, 1949年10月20日 - ） は、アルゼンチン・コルドバ州アルタ・グラシア出身のエンジニア、自動車技術者。フォーミュラ1のウィリアムズ、スクーデリア・フェラーリ、チーム・ロータス、スポーツカーのプジョー・ワークスなどに在籍した。

## 経歴

### 初期の経歴
両親はイタリア人。ブエノスアイレス工科大学工学部を卒業後、1975年にフォーミュラ・ルノー・ファマチームに採用された。その後、オスヴァルド・アンテロ・ルノーF2チームと、ミゲル・ヘルセグのフォード・ツーリズモ・カレッテラファクトリーチームで働いた。アルゼンチンでは、F2国内選手権に参戦するシングルシーター車を設計・製造した。
1982年、32歳で渡欧しイタリアに拠点を移す。自動車コンストラクターのダラーラに加入。1983年に向けて同社に初めて設置された風洞を駆使し、カーボンモノコックによるF3用シャシーの設計を開始した。マーチやラルトなど先行他社のF3用シャシーはまだアルミ製モノコックであり、先駆的な開発であった。ヨーロッパでスカラブローニはトランスミッションのエキスパートと認識されている。

### フォーミュラ1
1985年4月にウィリアムズF1に移籍、パトリック・ヘッドの下でマシン設計に携わり学ぶ。ウィリアムズでは先行開発として6速シーケンシャルトランスミッションの設計開発をした。5年間パトリック・ヘッドの右腕としてFW10とFW11、およびFW12の開発に従事。スカラブローニが設計しFW12に搭載された新型の横置きトランスミッションは、その前後長の短さによりリヤディフューザーの設計自由度を高めることが出来たため多くのデザイナーがコピーし、1996年付近までのF1でトレンドとなった。
1988年8月にエンツォ・フェラーリの死去後、フェラーリF1チームが1989年よりチェーザレ・フィオリオがマネージメントする体制になると、フィアットとフィオリオの意向によりイタリアにルーツを持つ人間をチーム中枢に招く方針となり、両親がイタリア人であるスカラブローニは1989年9月にフェラーリへと移籍。これはウィリアムズで働いていたスカラブローニをフィオリオが半ば強引に高額でオファーを出し引き抜いたもので、彼を獲得することはフィオリオ個人の意向だけではなくフィアット本社の意向でもあった。

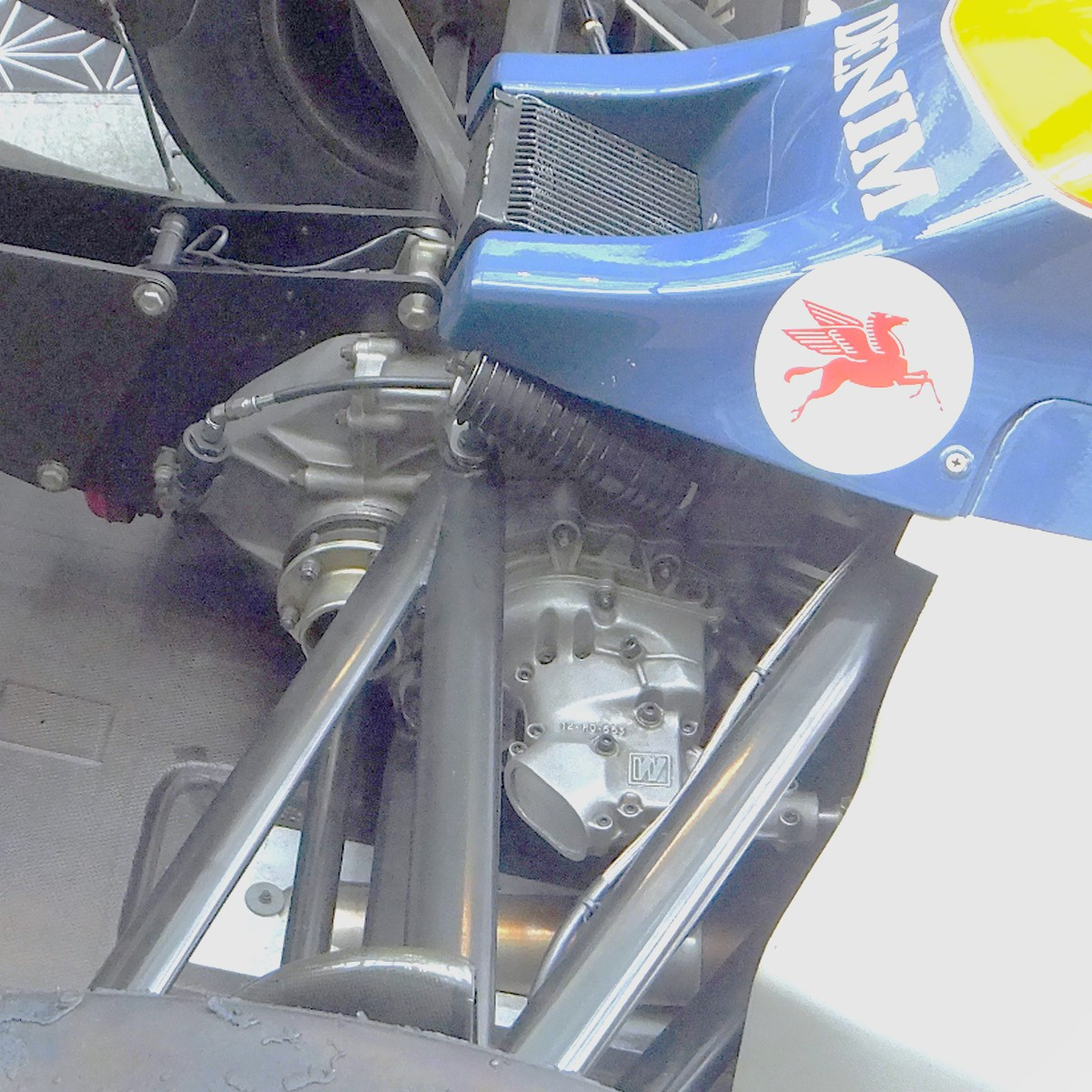
スカラブローニが設計したトランスミッション部（ウィリアムズ・FW12）

フェラーリでは空力のチーフデザイナーに就任する。フィオリオと対立したイギリス人デザイナージョン・バーナードは、自分をマラネロに引き入れた総帥エンツォが居なくなっていたこともあり、スカラブローニの加入後入れ替わるようにフェラーリを去った。フェラーリは1990年用のマシンを前年3勝を挙げたバーナード作の640をベースにすることとし、スカラブローニはスティーブ・ニコルズと共同でフェラーリ・641と641/2の設計・開発をした。同年フェラーリは計6勝を挙げ、成功と言えるシーズンを過ごした。
1991年1月、スカラブローニはピーター・コリンズとピーター・ライトにより再出発を切ったチーム・ロータスに移籍しテクニカル・ディレクターに就任。ライトと共にロータス・102をモデファイした102Bを製作。シーズン開幕後、同年8月にロータスから離脱した。この発表の際には「問題が生じたわけではなく、友好的な離脱である」と表明された。

### スポーツカー
その後、デ・トマソ・グアラのコンサルタントとしてシャシーとサスペンションの設計をした。デ・トマソがアメリカ人投資家に売却されたあとも、のちにクヴェール・マングスタとして知られることになるデ・トマソ・マングスタの開発にも取り組んだ。
1992年にプジョー・スポールに移籍、スポーツカー世界選手権とル・マン24時間レースに集中する。プジョーではアンドレ・デ・コルタンツと共同でプジョー・905を開発し、ヤニック・ダルマス、デレック・ワーウィック、マーティン・ブランドルによりル・マン24時間レース総合優勝を果たす。プジョーのディレクタージャン・トッドは、スカラブローニにプジョーF1マシンの先行開発プロジェクトを密かに託していた。
しかし「グループPSA」の幹部がこのF1計画に必要なリソースをトッドに与えない決断をしたため、トッドはフェラーリへと移籍。スカラブローニもプジョーを離れ、1993年に生沢徹が構想を発表した「Team Ikuzawa F1プロジェクト」に参画する。エンジンはフォードからワークス待遇が得られる計画であり、1995年にはF1マシン「HW001」の設計と1/1スケールのモックアップ製作までたどり着いていた。しかし参戦資金調達が思うように進まず時間が経過してしまい、フォードが方針転換。1996年1月に翌年からの参戦にむけて準備が進められた、フォードとのつながりの深いジャッキー・スチュワートが主宰する「スチュワート・グランプリ」とのエンジン独占契約と全面的な支援を発表し、エンジンを失ったTeam Ikuzawaの計画は頓挫した。スカラブローニは1998年まで生沢のプロジェクトに残り、日本の自動車及びオートバイ産業向けにいくつかのシステムを開発。1998年途中にウィリアムズからオファーを受け9年ぶりに復帰する。当時ウィリアムズがルノーとのつながりによりイギリスツーリングカー選手権(BTCC)に参戦するルノー・ラグナのレース用車両開発をしており、ラグナにスカラブローニの効率的な空力とメカニカルソリューションが使用された。

### アジアテック
ウィリアムズとの契約が終了した1999年末、プジョーF1エンジンの資産を購入したアジアテックの設立者に名を連ね、2002年まで活動した。アジアテックの出資者は、盛田家のソニー株式の運用益から投資していたソニー創業者の一人盛田昭夫の長男盛田英夫が、2000年にソニー株を売却して調達した230億円をオランダに設立したミント社を通じてアジアテックに融資を行い、中核的な役割を果たしていたと言われている。
その後、イギリス・ディドコットのウィリアムズBTCCの敷地内に技術事務所を設立。このプロジェクトも盛田英夫が出資者であった。

### チームオーナー
2003年に友人のスペイン人、ハウメ・ピンタネルと提携し、自身のチーム、BCNコンペティション(Barcelona Competition and Motor Sport SL)を設立。スカラブローニが指揮を執り、フォーミュラ・ニッサン・ライツ、国際F3000選手権とGP2選手権に参戦。2004年の国際F3000選手権でBCNはチームランキング2位を獲得した。2008年のシーズン終了後、チーム資産全てをティアゴ・モンテイロが代表を務めるグループに売却。チームは新たに本拠地をポルトガルへと移し、オーシャン・レーシング・テクノロジーへと衣替えした。スカラブローニは他の新しいプロジェクトへと集中した。